# عملية موند

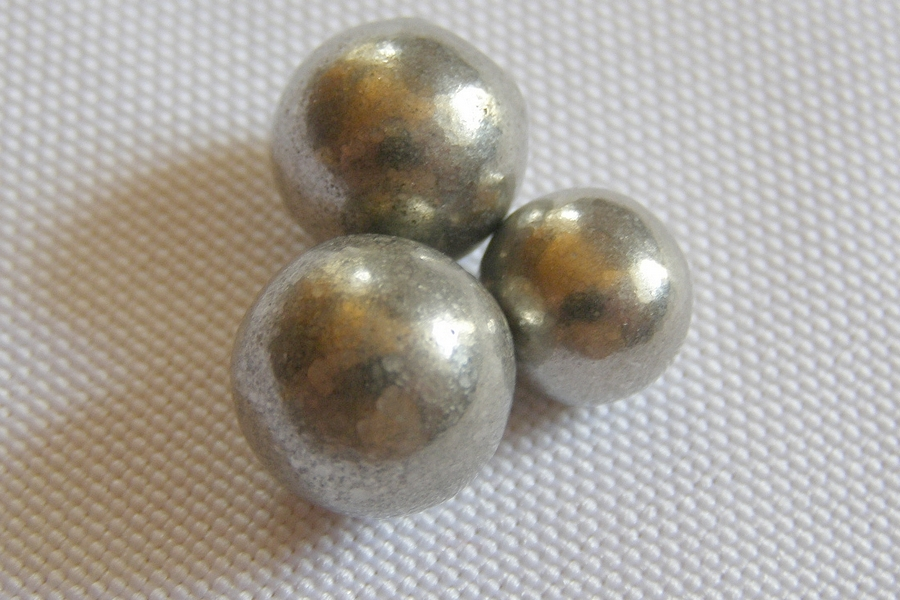
كُرَات مرتفعة النقاوة من النيكل مُستَحصَلة وفق عملية موند.

عملية موند  هي عملية صناعية كيميائية تهدف إلى الحصول على فلز النيكل بدرجة نقاوة مرتفعة تصل إلى 99.99%. تُنسَب العملية إلى لودفيغ موند ، والذي طوّرها أواخر القرن التاسع عشر. 
في هذه العملية يتفاعل النيكل مع أحادي أكسيد الكربون بوجود حفّاز من الكبريت عند درجة حرارة بين 40–80 °س، ليتشكّل مركّب كيميائي من رباعي كربونيل النيكل :
{\displaystyle {\ce {Ni_{(s)}{+}4CO_{(g)}<=> Ni(CO)4_{(g)}}}}
قد تتشكّل نواتج ثانوية من خماسي كربونيل الحديد  أو من ثماني كربونيل ثنائي الكوبالت ، ولكن يسهل فصلها عن الناتج الرئيسي. يُمرّر رباعي كربونيل النيكل الناتج ضمن حجرة كبيرة عند درجات حرارة مرتفعة، الأمر الذي يؤدّي إلى تفكّكه وانطلاق غاز أحادي أكسيد الكربون والحصول على كُرَيّات  من النيكل مرتفع النقاوة؛ أو يمكن بشكلٍ آخر أن تجرى عمليّة تفكك رباعي كربونيل النيكل في حجرة أصغر عند درجات حرارة تصل إلى 230 °س، ممّا يؤدّي إلى الحصول على مسحوق ناعم دقيق من النيكل مرتفع النقاوة.